# Muktijoddha Sangsad KC
Muktijoddha Sangsad KC is een Bengalees voetbalclub. De club is opgericht in 1981. De club speelt anno 2020 in Bangladesh Premier League.

## Lijst met trainers
| Head Coach           | van              | tot              |
| -------------------- | ---------------- | ---------------- |
| Shafiqul Islam Manik | 5 Oktober 2012   | 25 Juli 2014     |
| Flavio Raffo         | 28 December 2014 | 31 Januari 2015  |
| Abu Yousuf           | 1 Februari 2015  | 17 Augustus 2015 |
| Abdul Qaium Sentu    | 17 Februari 2016 | 31 December 2016 |
| Masud Parvez Kaiser  | 10 April 2017    | 20 Januari 2018  |
| Abdul Qaium Sentu    | 27 Februari 2018 | 14 November 2020 |
| Raja Isa             | December 2020    | Heden            |

## Bekende (oud-)spelers
- Alamu Bukola Olalekan

## Erelijst
- Bangladesh Premier League : 2003 (1x)
- Bangladesh federation Cup : 1994, 2001, 2003 (3x)
- Dhaka Premier League : 1997-1998, 2000 (2x)